# Rumänisches Parlament

Staatswappen Rumäniens

Das Rumänische Parlament (rumänisch Parlamentul României) ist ein Zweikammerparlament. Der Senat (Senatul) und die Abgeordnetenkammer (Camera Deputaților) wurden mit der Verfassung aus dem Jahre 1991 als obere und untere Kammer (Ober- und Unterhaus) des rumänischen Parlaments geschaffen. Sie haben ihren Sitz im Parlamentspalast. Das Abgeordnetenhaus hat derzeit 330 Abgeordnete. Parteien, die nationale Minderheiten repräsentieren, haben – unabhängig von der Stimmzahl – das Recht auf einen Abgeordnetensitz. Der Senat hat 134 Mitglieder.

## Aufgaben
Aufgabe des Parlaments sind in erster Linie die Kontrolle der Regierung und die Verabschiedung von Gesetzen. Die Abgeordneten besitzen selbst ein gesetzgeberisches Initiativrecht. Gesetze werden zuerst von der Abgeordnetenkammer verabschiedet. Danach wird der Gesetzesentwurf dem Senat vorgelegt.

## Geschichte
Bereits in der Zwischenkriegszeit 1919 bis 1940 bestand in Großrumänien ein bikamerales Parlament, dessen Unterhaus als Abgeordnetenkammer bezeichnet wurde. 1940 wurde das Parlament aufgelöst. Während der sowjetischen Besatzungszeit bestand 1948 bis 1989 ein unikamerales Parlament, die Große Nationalversammlung, das jedoch nie frei gewählt wurde. Nach dem Mauerfall und der Wende 1989 in der DDR und den anderen Staaten des Ostblocks kam es zur Rumänischen Revolution, der Diktator Ceaușescu am 25. Dezember 1989 vor ein Militärgericht gestellt und nach einem kurzen Schauprozess zusammen mit seiner Frau standrechtlich erschossen.  In der Folge wurden mit der Verfassung aus dem Jahre 1991 der Senat (Senatul) und die Abgeordnetenkammer (Camera Deputaților) als obere und untere Kammer (Ober- und Unterhaus) des rumänischen Parlaments geschaffen.